# کاوا
کاوا (نام علمی: Piper methysticum) نام یک گونه از سرده فلفلیان است.